# ÍBV Vestmannæyjar
La Íþróttabandalag Vestmannaeyja (en español: Asociación Deportiva Vestmannaeyjar), o simplemente ÍBV, es un club de fútbol islandés del archipiélago de Vestmannaeyjar, un conjunto de quince islas, de las que solo la mayor, Heimaey, está poblada (4,221 habitantes, a 1 de enero de 2013), situadas al sur del país. Juega en la Úrvalsdeild, la máxima categoría del fútbol islandés.

## Historia
En 1903 se empieza a jugar al fútbol en las islas Vestmannaeyjar y se forma un equipo, el KV (Knattspyrnufélag Vestmannaeyja), que participará, con muy poco éxito, en la primera edición de la liga islandesa, en 1912. En 1913 se funda un nuevo club, el Íþróttafélagið Þór, y en 1921, otro, el Knattspyrnufélagið Týr. En 1926 participa nuevamente un combinado de las islas en la liga, como KV. Ese combinado participa también en algunas ediciones posteriores, aunque siempre con pobres resultados. En 1945 se decide que todos los equipos de Vestmannaeyjar compitan a nivel nacional como un único club y así aparece el ÍBV (Íþróttabandalag Vestmannaeyja, es decir, Unión Deportiva de Vestmannaeyjar), sustituyendo al KV. El Þór y el Týr desaparecerán más tarde, en 1996.

## Palmarés

### Torneos nacionales
- Úrvalsdeild (3): 1979, 1997, 1998
- Copa de Islandia (5): 1968, 1972, 1981, 1998, 2017

## Participación en competiciones de la UEFA
| Temporada | Torneo                     | Ronda            | Club                        | Casa | Visita | Global  |
| --------- | -------------------------- | ---------------- | --------------------------- | ---- | ------ | ------- |
| 1969/70   | Recopa de Europa de fútbol | 1                | PFC Levski Sofia            | 0-4  | 0-4    | 0-8     |
| 1972/73   | UEFA Cup                   | 1                | Viking FK                   | 0-0  | 0-1    | 0-1     |
| 1973/74   | Recopa de Europa de fútbol | 1                | Borussia Mönchengladbach    | 1-9  | 0-7    | 1-16    |
| 1978/79   | UEFA Cup                   | 1                | Glentoran F.C.              | 0-0  | 1-1    | 1-1 (a) |
| 1978/79   | UEFA Cup                   | 2                | Śląsk Wrocław               | 1-2  | 0-2    | 1-4     |
| 1980-81   | Copa Europea               | 1                | Baník Ostrava               | 1-1  | 0-1    | 1-2     |
| 1982/83   | Recopa de Europa de fútbol | 1                | Lech Poznań                 | 0-3  | 0-1    | 0-4     |
| 1983/84   | UEFA Cup                   | 1                | FC Carl Zeiss Jena          | 0-0  | 0-3    | 0-3     |
| 1984/85   | Recopa de Europa de fútbol | 1                | Wisla Cracovia              | 1-3  | 2-4    | 3-7     |
| 1996/97   | UEFA Cup                   | Clasificatoria 1 | FC Lantana                  | 0-0  | 1-2    | 1-2     |
| 1997/98   | Recopa de Europa de fútbol | Preliminar       | Hibernians                  | 3-0  | 1-0    | 4-0     |
| 1997/98   | Recopa de Europa de fútbol | 1                | VfB Stuttgart               | 1-2  | 1-3    | 2-5     |
| 1998/99   | UEFA Champions League      | 1                | FK Obilić                   | 1-2  | 0-2    | 1-4     |
| 1999/2000 | UEFA Champions League      | Clasificatoria 1 | KF Tirana                   | 1-0  | 2-1    | 3-1     |
| 1999/2000 | UEFA Champions League      | Clasificatoria 2 | MTK-VM                      | 1-3  | 0-2    | 1-5     |
| 2000/01   | UEFA Cup                   | Preliminar       | Hearts                      | 0-3  | 0-2    | 0-5     |
| 2002/03   | UEFA Cup                   | Preliminar       | AIK                         | 1-3  | 0-2    | 1-5     |
| 2005/06   | UEFA Cup                   | Clasificatoria 1 | B36                         | 1-1  | 1-2    | 2-3     |
| 2011/12   | UEFA Europa League         | Clasificatoria 1 | St. Patrick's Athletic F.C. | 1-0  | 0-2    | 1-2     |
| 2012/13   | UEFA Europa League         | Clasificatoria 1 | St. Patrick's Athletic F.C. | 2-1  | 0-1    | 2-2 (a) |
| 2013/14   | UEFA Europa League         | Clasificatoria 1 | HB                          | 1-0  | 1-1    | 2-1     |
| 2013/14   | UEFA Europa League         | Clasificatoria 2 | Estrella Roja               | 0-0  | 0-2    | 0-2     |
| 2018/19   | UEFA Europa League         | Clasificatoria 1 | Sarpsborg 08                | 0-4  | 0-2    | 0-6     |